# The Wrecking Crew (studiomuzikanten)
The Wrecking Crew was een los collectief van zo'n 60 voortdurend in groepssamenstelling roulerende sessiemuzikanten uit Los Angeles (Amerika) in de jaren 1960 en eerste helft jaren 1970. Het collectief, dat in die jaren geen formele naam had, vormde de basis voor vele duizenden studio-opnamen voor talloze bekende en onbekende muzikanten.
De meeste muzikanten van The Wrecking Crew hadden een achtergrond in de klassieke, maar vooral de jazzwereld. Later voegden zich ook virtuoze rock-'n-roll talenten bij de groep (o.a. Glen Campbell) omdat deze de gitaarintro's en solo's van de toenmalige tijd beter beheersten.
De medewerking van de muzikanten werd indertijd meestal niet vermeld op de platenhoezen. Tegenwoordig beschouwt men de groep als een van de vruchtbaarste sessiegroepen ooit, met een onschatbare waarde voor de popmuziek uit de periode 1960-1976.

## Ontstaan van de studioband 'The Wrecking Crew'

### Historische samenhang en muzikale achtergrond
Eind jaren 1950, begin jaren 1960 waren vele sessiemuzikanten actief in studio's van o.a. New York, Nashville, Memphis, Detroit en Muscle Shoals, tot Los Angeles, waar de Wrecking Crew opereerde. Elk plaatselijk circuit had zijn cirkel van 'A-lijst' sessiemuzikanten, zoals het Nashville A-Team dat in tal van country- en rockhits uit dit tijdperk meewerkte. Andere sessiegroepen vond men bijvoorbeeld in Memphis met twee muzikantengroepen, de Memphis Boys en de muzikanten die voor het label Stax/Volt werkten. Detroit had de Funk Brothers, voor talloze Motown-opnamen de dragende factor.
In de jaren 1960 had de meersporen-opnameapparatuur (multi-tracking) veel minder mogelijkheden dan tegenwoordig. De instrumentale backing-tracks (beginopnames voor een nummer, gewoonlijk bestaand uit ritmesectie met basgitaar, waaraan later de andere instrumenten worden toegevoegd) werden vaak 'hot' opgenomen met een groep muzikanten die live in de studio speelde. De muzikanten moesten op afroep beschikbaar zijn zodat producenten op het laatste moment nog aan-, in- of opvullingen konden toevoegen.
In de Verenigde Staten werd Los Angeles in deze tijd gezien als de plaats met de beste registratiemogelijkheden - bijgevolg werkten de studio's de klok rond waardoor sessietijd schaars en kostbaar was. Onder druk van deze en andere zaken was er bij producenten en platenbazen in Los Angeles weinig geduld met verloren tijd, dus 'verspilling' van geld. Daardoor was er grote behoefte aan betrouwbare stand-by muzikanten, die met minimale voorbereiding en binnen zo min mogelijk takes bereid en capabel waren om in verschillende stijlen hits op bestelling te leveren.
De leden van The Wrecking Crew waren in deze periode de absolute top van de sessiemuzikanten van Los Angeles. Alle muzikanten waren muzikaal veelzijdige professionals met een opleiding/achtergrond in de klassieke muziek of in de jazzwereld en konden daardoor uitstekend van blad lezen.
Dit alles maakte hen muzikaal flexibeler en er was beduidend minder repetitietijd nodig.[11] De veelzijdigheid van deze altijd oproepbare groep studiomuzikanten werd dan ook graag in bijna elke opnamestijl gebruikt, inclusief thema's voor televisieprogramma, film scores, advertentiejingles en alle genres uit de gangbare Amerikaanse populaire muziekcultuur van The Monkees tot Bing Crosby.

### Vorming van de eerste muzikantenpool

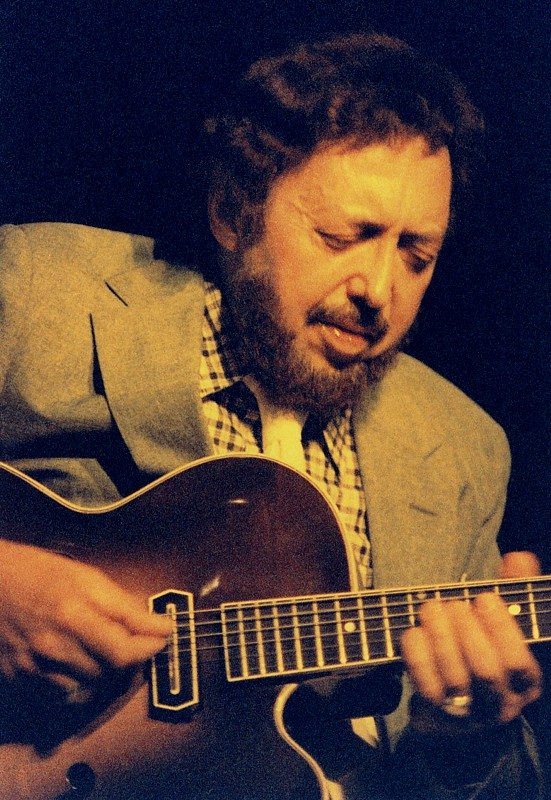
Guitarist Barney Kessel was een vroeg lid van The Wrecking Crew

Eind jaren 1950 ontstond een eerste begin van de groep met sessiemuzikanten als de drummers Earl Palmer, Hal Blaine , gitaristen Carol Kaye en Tommy Tedesco, en een groep waarnaar soms werd gerefereerd als "First Call Gang". De leider van deze groep was bassist Ray Pohlman.
Carol Kay meldt dat meedoen in deze pool een zeker inkomen betekende voor de deelnemende muzikanten. Keerzijde was dat ze vanaf dat moment geweerd werden als jazzmuzikant elders.
De muzikanten kwamen elkaar voortdurend tegen tijdens verschillende opnamen. De volgende meest bekende namen vormen de eerste harde kern:
- Hal Blaine was oorspronkelijk jazzdrummer, speelde voor en maakte in januari 1959 deel uit van Tommy Sands' begeleidingsband The Sharks. Hierdoor drumde hij bij de opnamen van I Ain't Getting Rid of You.

Blaine was de drummer op Baby Talk van het surfduo Jan & Dean (Mei 1959). Zelf matige instrumentalisten, riepen zij voor hun volgende singles opnieuw de hulp van sessiemuzikanten in. In 1961 werd Blaine bij Elvis Presley aanbevolen voor de opnamen van het album Blue Hawaii (21-23 maart 1961); hij speelde met drumkwasten de roffeltrom. Het was Blaine's eerste nummer 1-hit met Presleys Can't Help Falling in Love (maart 1961) uit dit album.
- Ray Pohlman was arrangeur, gitarist, en speelde daarnaast zowel contrabas als basgitaar. Pohlman wordt algemeen gezien als de eerste bassist die midden jaren 1950 tijdens opnamen een elektrische basgitaar gebruikte. Vanaf eind jaren 1950 werd hij zeer frequent gevraagd bij rockopnamen, waarbij hij veelvuldig meespeelde op platen van Jan & Dean en The Beach Boys.[17][18]
- Tommy Tedesco. Jazzgitarist- en multi-instrumentalist (ruim 20 snaarinstrumenten) Tommy Tedesco werkte in december 1960 mee bij de opnamen van The Great Impostor van The Piltdown Men, waar hij op een zessnarige basgitaar speelde. Ook hij was aanwezig bij opnamen van Jan & Dean, alsook bij The Everly Brothers. Zo werd ook hij onderdeel van de muzikantenpool. Volgens het Amerikaanse tijdschrift Guitar Player staat hij te boek als de gitarist met de meeste opnamen uit de geschiedenis. Hij speelde mee op duizenden platen, waarvan vele minstens de top 20 haalden.[19]
- Carol Kaye, aanvankelijk jazzgitariste, startte met haar sessiewerk in 1957 via de Gold Star Studio's (Richie Valens-titels La Bamba en Now You're Gone, september 1958). Sinds 1963 speelde ze basgitaar met gedempte snaren en haar kenmerkende (hard-staccato) plectrumaanslag waarmee ze een van de meest gevraagde en invloedrijke bassisten uit die tijd werd.[20] Zij speelde op ongeveer 10.000 opnamen mee.
- Earl Palmer was als sessiedrummer al gepokt en gemazeld in New Orleans, waar hij zijn kunnen verleende aan vele Crescent City rhythm-and-blues muzikanten als Fats Domino.[15] In 1957 ging hij naar Los Angeles en speelde daar mee op hits van artiesten als Ike and Tina Turner, Glen Campbell, Jan & Dean, Righteous Brothers, the Beach Boys, The Ronettes, the Everly Brothers en Sonny & Cher.[15]

Andere leden van het eerste uur waren o.a. Ernie Freeman (piano), René Hall (basgitaar), Buddy Clark (contrabas).

### Studio's
Opnamestudio's in L.A., waarin The Wrecking Crew studioband regelmatig (mee)werkte aan opnamen, waren de Gold Star Studios van United Western Recorders (opgericht door Bill Putnam), Aster Recorders, Radio Recorders, de Capitol Studios met studio's in de toren van de Capitol Records Building aan Vine Street, Columbia Records in het Los Angeles complex, en de RCA opname locatie, gehuisvest aan Sunset Boulevard nabij de Wallichs Music City. Dit was een enorme platenzaak annex muziekwinkel die veel muziekinstrumenten aan de L.A. sessiemuzikanten leverde.

### Oorsprong van de naam 'Wrecking Crew'

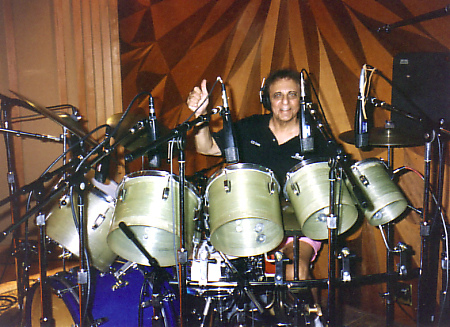
Hal Blaine was de meest gevraagde drummer van de "Wrecking Crew" en populariseerde de naam.

Met zijn memoires uit 1990, Hal Blaine and the Wrecking Crew, populariseerde Hal Blaine de naam the Wrecking Crew.
Hoewel de studiogroep tijdens hun jarenlange activiteit geen officiële naam had, schrijft Blaine in zijn memoires (1990) dat de term Wrecking Crew in het begin van de jaren 1960 op soms minachtende toon werd gebruikt door leden van de oude garde studiomuzikanten uit de sector "coat and tie" (jasje met dasje) die vonden dat de jonge lichting gekleed in T-shirts en jeans tijdens sessies en hun passie voor rock en roll (ook al waren ze jazz muzikanten) de muziekindustrie met deze muziekstijl zouden 'verwoesten' (to 'wreck' the music).... and the reason they were called the wrecking crew- I suppose they said... the older guys said they'd go wreck the business playin' this rock and roll stuff..., aldus Tony Tedesco Deze bezorgdheid was niet geheel ten onrechte. De jonge ambitieuze studiomuzikanten waren buitengewoon efficiënt door hun eerder gememoreerde kwaliteiten die de oudjes misten: zij konden muziek lezen, waren beter in improviseren, waren muzikaal flexibeler en hadden beduidend minder repetities nodig. Dit alles maakte dat de geldverslindende muziekindustrie snel hoofdzakelijk koos voor deze jonge generatie.
Volgens de biograaf Kent Hartman zouden enkele muzikanten zichzelf al rond 1963 de Wrecking Crew noemen, anderen zeggen dat dit pas later gebeurde. Weer anderen zeggen de naam zelfs nooit eerder gehoord te hebben, zoals gitariste en bassiste Carol Kaye, die Blaine ten stelligste tegenspreekt. 'We were never known as that. Sometimes we were called 'the Clique', but the Wrecking Crew is a Hal Blaine invented name for his own self-promotion in 1990' (We stonden zo nooit bekend. Soms noemde men ons 'de Kliek', maar 'the Wrecking Crew' is een door Hal Blaine uitgevonden naam voor zijn eigen promotie in 1990). 
De site Songfacts stelt dat er geen enkele verwijzing naar 'The Wrecking Crew' uit die tijd bekend is. Als repliek op Kaye's verklaring ontkende Blaine weer dat niemand ooit de naam 'The Clique' gebruikte.
Ondanks alle gekissebis was het verschijnen van Blaine's memoires en de daarop gegenereerde aandacht zeer belangrijk voor het besef van het enorme aandeel van the Wrecking Crew aan talloze fameus legendarische  plaatopnamen. De aandacht werd nog versterkt met de publicatie (april 2008) van de bioscoop documentaire 'The Wrecking Crew' van documentairemaker Tony Tedesco. De film stelde het werk van de anonieme sessiemuzikanten voor de eerste keer voor aan een breder publiek. De film bevat 133 muziekfragmenten, die rond de 300.000 dollar aan royalty's kostten. Vanaf de première bleek dat de naam Wrecking Crew ook werkelijk beklijft.
Tony is de zoon van de gitarist Tommy Tedesco.

## Leden en laureaten
(Bijgewerkt uit Engels/Amerikaanstalige Wikipedia. Bron: Kent Hartman (The Wrecking Crew) and Robert Lloyd "Time of the Session"; LA Weekly)
Aanvankelijk bestond de studioband uit 12 tot 15 leden. De meer dan 60 algemene leden van The Wrecking Crew werden elk naar behoefte uit een pool van beschikbare muzikanten samengesteld. De kern van de groep bestond uit het gouden trio Larry Knechtel (piano, keyboard), Joe Osborn (bas) en Hal Blaine (drums).
Doordat de studio's vanuit de AMF (American Federation of Musicians - muzikantenvakbond) verplicht waren zgn. session paperwork bij te houden aan de locale AMF afdeling over te dragen, is tamelijk nauwkeurig vast te stellen wie meespeelde op welke nummers van iedere artiest.
- Basgitaar: Max Bennett, Carol Kaye, Larry Knechtel, Joe Osborn, Leland Sklar, Bill Pitman, Ray Pohlman, Bob West
- Contrabas: Chuck Berghofer, Jimmy Bond, Red Callender, Lyle Ritz
- Drums: Hal Blaine, John Clauder, Emil Richards, Jim Gordon, Jim Keltner, Earl Palmer, Joe Porcaro
- Gitaar: Bill Aken, Doug Bartenfeld, Vinnie Bell, Dennis Budimir, James Burton, Glen Campbell, Al Casey, David Cohen, Jerry Cole, Mike Deasy, John Goldthwaite, René Hall, Carol Kaye, Barney Kessel, Lou Morrell, Don Peake, Bill Pitman, Ray Pohlman, Mac Rebennack (Dr. John), Howard Roberts, Irv Rubins, Louis Shelton, P.F. Sloan, Billy Strange, Tommy Tedesco, Al Vescovo, Tommy (Snuff) Garrett
- Toetsen: Al DeLory, Larry Knechtel, Mike Melvoin, Don Randi, Mac Rebennack, Mike (Michel) Rubini, Leon Russell, Jimmy Webb[2]
- Saxofoon: Allan Buetler, Gene Cipriano, Steve Douglas, Bill Green, Jim Horn, Plas Johnson, Jackie Kelso, John Lowe, Jay Migliori, Nino Tempo
- Trompet: Bud Brisbois, Roy Caton, Chuck Findley, Ollie Mitchell, Tony Terran
- Trombone: Lou Blackburn, Richard "Slyde" Hyde, Lew McCreary, Dick Nash
- Fluit: Jim Horn
- Harmonica: Tommy Morgan
- Percussie: Larry Bunker, Frank Capp, Gary L. Coleman, Gene Estes, Victor Feldman, Milt Holland, Joe Porcaro, Julius Wechter.

Hoewel geen vast lid van The Wrecking Crew, droeg Sonny Bono (Sonny and Cher) regelmatig bij aan sessies voor Phil Spector. Alleen Max Weinberg voert in The Big Beat Bono op als Wrecking Crew lid bij de percussionisten: Bono is te zien op een foto getiteld: The Wrecking Crew.
- Vocals: de Ron Hicklin Singers werden als 'backing vocals' vaak gehoord bij de vele songs waar The Wrecking Crew haar instrumentale geluid aan bijdroeg. Daarnaast zong alleen al Glen Cambell in 1964 zo'n 350 nummers voor anderen in.[35] Cher zong als 'backup singer" voor Spector veel songs in voor de Righteous Brothers en The Ronettes.

Blaine en Palmer werden al in 2000 opgenomen in de Rock and Roll Hall of Fame in 2000, terwijl in 2007 de hele Wrecking Crew werd opgenomen in de Musicians Hall of Fame and Museum.
Men schat dat The Wrecking Crew bij ruim 40.000 studioproducties was betrokken. Drummer Hal Blaine werkte volgens eigen schattingen mee aan ongeveer 35.000 muziektitels, waaronder 150 top 10-singles. 41 daarvan bereikten een eerste plaats in de hitlijsten en 8 werden tot plaat van het jaar uitgeroepen (Grammy Award). Hij is zeer waarschijnlijk de meest opgenomen drummer in de popmuziek.
Gitariste en bassiste Carol Kaye werkte mee aan ongeveer 10.000 opnamesessies.
Een opmerkelijk punt is dat de afzonderlijke leden van de muzikantengroep weinig geïnteresseerd waren in roem. Muziek was hun vak, thuis moesten er monden worden gevoed: We played for a living aldus Tommy Tedesco. Het was werk dat goed betaald werd en men schepte er genoegen in de artiesten beter te laten klinken dan in hun eigen live-opnamen. Voor het grote publiek bleven de meeste muzikanten dan ook anoniem: hun naam werd zelden op de platenhoezen vermeld. De meeste muziekconsumenten waren en zijn daarom onbekend met de muzikale bijdragen van The Wrecking Crew-leden aan ontelbare hitopnamen.
Gitarist Glen Cambell, Sonny & Cher, toetsenist Leon Russell uit de Wrecking Crew hadden later toch een solocarrière. Toetsenist Larry Knechtel werd bandlid van de band Bread.
Anderen werden (internet)leraar en schreven studieboeken (Carol Kaye) of gaven workshops (Tommy Tedesco).

## Verbonden producenten
Roy Halee, voormalig co-producer van Simon & Garfunkel, roemde de kwaliteit van de muzikanten toen hij sprak over de bassist Joe Osborn: men hoeft de recorder niet te stoppen voor een fout, want die maakt hij niet.
Hij produceerde Bridge over Troubled Water. Later werkte hij veel samen met Paul Simon (oa. Graceland). Ook nam hij albums op met oa. Bob Dylan
Toen Phil Spector in juli 1962 voor de eerste keer als producent de Gold Star Studios betrad, stelde hij een groep studiomuzikanten samen, die mede-verantwoordelijk was voor de Wall of Sound. Hij gebruikte in zijn sessie gelijktijdig meerdere gitaren (tot 4), bassen en drummers.
Jack Nitzsche: dirigent en arrangeur.
Joe Saraceno nam in wisselende Wrecking Crew bezetting muziek als door hemzelf en zijn co-writer Mike Gordon gecomponeerde "Surfer's Stomp" op.  De sessiemuzikanten van de dag waren Tommy Tedesco, Rene Hall, Plas Johnson en Earl Palmer. De 'groep' werd The Marketts gedoopt en bleek een groot succes in de VS. Meer hits volgden. Fans vroegen om tournees, dus kwamen er anderen die de plaats van de originele muzikanten innamen. Ook een tweede virtuele groep, The Routers, met opgenomen muziek door dezelfde Crew leden, had veel succes. Naar eerder gevolgde procedure kwamen ook hier anderen die de plaats van de Crew leden innamen. Omdat de door de Crew opgenomen platen duidelijk een kwaliteitsniveau vertoonden, kortom: bèter klonken, ontstond veel verwarring bij de fans. Dit weerhielt Saraceno er niet van om met veel succes, nòg vier albums volgens dit concept op te nemen, 
Saraceno werkte daarnaast met The Ventures waarmee hij thematische elpees opnam rondom hun hits. Daarnaast was hij de man die een groepje knapen met een liedje "Surfin", dat zichzelf The Pendletones noemde, overhaalde hun naam te veranderen in The Beach Boys.

### Medewerking aan andere artiesten
De leden van The Wrecking Crew speelden in steeds wisselende samenstellingen en waren dus feitelijk geen band. De sessiemuzikanten boden ook hun diensten aan bij andere geluidsstudio's in Los Angeles. Zo ontstond Twistin' The Night Away (december 1961) van Sam Cooke in de RCA Studio 1 van Hollywood met Tommy Tedesco (gitaar) en Earl Palmer (drums). Elvis Presley werd bij Radio Recorders in maart 1962 ondersteund door Hal Blaine (drums) en Barney Kessel (gitaar). Tijdens de opnamesessie voor Bring it on Home to Me (april 1962) van Sam Cooke waren Tommy Tedesco en Ray Pohlman (bas) aanwezig. Blaine speelde bij Another Saturday Night (februari 1963) van Sam Cooke.
Rambling Rose (juni 1962) van Nat King Cole werd opgenomen bij Capitol Records, Surf City (maart 1963) van Jan & Dean volgde in de Western Recorders-studio's, met daarna hun Little Old Lady From Pasadena (maart 1964). De Beach Boys-imitatie The Hondells volgden met Little Honda (september 1964). I Got You Babe (juni 1965) van Sonny & Cher werd bij Gold Star Records ondersteund door The Wrecking Crew. De markante hobo was afkomstig van Warren Webb, naast Barney Kessel speelden meerdere gitaristen mee, en verder Don Randi (piano) en Frank Capp (drums). The Beat Goes On (december 1966) volgde weer in de Gold Star-studio's met het beroemde, van Carol Kaye afkomstige chromatisch verlagende bas-intro. Herb Alpert liet zich bij twee hits bijstaan: Whipped Cream (januari 1965) en A Taste of Honey (maart 1965) met Blaine's markante basdrum-intro.

### The Monkees
Van The Monkees was bekend, dat ze in de studio niet zelf de instrumenten bespeelden en derhalve telden als een fictieve popband, die was aangewezen op de medewerking van The Wrecking Crew of andere sessiemuzikanten. De eerste beide albums The Monkees (juli 1966) en More of the Monkees (juni tot november 1966) brachten de single-hits Last Train to Clarksville (juli 1966) met de gitaristen Wayne Irvin, Gerry McGee en Louis Shelton, die ook de gitaarsolo speelde bij de hit Valleri, en de miljoenenseller I'm a Believer (oktober 1966) met Mike Deasy (gitaar) en Carol Kaye (basgitaar).

### Beach Boys
The Beach Boys maakten sinds het begin van hun carrière gebruik van de muzikale steun van The Wrecking Crew. Fun Fun Fun (januari 1964) met een gitaar-intro van Glen Campbell, I Get Around (mei 1964) en California Girls (juni 1965) in de Columbia Records-studio's met Carol Kaye zijn vroege voorbeelden. Het conceptalbum Pet Sounds, waaruit de singles Sloop John B en God Only Knows werden getrokken, ontstond tussen november en april 1966 met begeleiding van The Wrecking Crew. Good Vibrations ontstond vanaf februari 1966 in de Gold Star-studio's, met Larry Knechtel aan het orgel.

### Verder
Het gehele album Mr. Tambourine Man van The Byrds werd door invloed van het platenlabel met studiomuzikanten van The Wrecking Crew geproduceerd, omdat het label de instrumentale kunsten van de band niet vertrouwde. Op de in januari 1965 ontstane en als single uitgebrachte titelsong waren Jerry Cole (gitaar), Larry Knechtel en Hal Blaine te horen. Nancy Sinatra's grootste hit These Boots Are Made For Walkin' (november 1965) werd bewerkt met een karakteristieke, genuanceerd gespeelde contrabas door Chuck Berghofer. Frank Sinatra's wereldhit Strangers in the Night (april 1966) bij United Recorders ontstond met behulp van Chuck Berghofer (bas), Al Casey, Bill Pitman, Glen Campbell, Tommy Tedesco (gitaar) en Hal Blaine (die hier dezelfde beat speelde als in Be My Baby. De softrock-formatie The Association maakte ook gebruik van de diensten van de sessiemuzikanten met Never My Love (juni 1967) en Windy (maart/april 1967) bij Western Recorders. In december 1967 ontstond hier de hit Valleri van The Monkees. De bezetting van deze song toont de geringe artistieke aandelen van The Monkees aan hun hits. Alleen Davy Jones zingt, begeleid door Gerry McGee / Louie Shelton (gitaar), Joe Osborn (bas), Roy Caton / Ollie Mitchell (trompet), Lew McCreary (trombone), Jim Horn / Jay Migliori (saxofoon) en Billy Lewis (drums). Simon & Garfunkel kregen begeleiding bij Mrs. Robinson (februari 1968) en Bridge Over Troubled Water (november 1969) met Blaine en Knechtel, die een Grammy Award kreeg voor zijn intro. Blaine sloeg op het einde met sneeuwkettingen ritmisch tegen beton. Het symfonische epos McArthur Park (december 1967/januari 1968) van Richard Harris ontstond bij Sound Recorders onder leiding van Jimmy Webb. Medewerkenden waren Al Casey, Michael Deasy, Larry Knechtel, Joe Osborn, Tommy Tedesco, aangevuld met viool- en blazerssecties. In totaal werkten 88 muzikanten mee. Dizzy (augustus 1968) van Tommy Roe valt op door Hal Blaine's drumbreaks.
Ook Elvis Presley, die feitelijk op een voortreffelijke groep van eigen sessiemuzikanten kon terugvallen, maakte gebruik van The Wrecking Crew. Voor de lp 68 Special begonnen in juni 1968 de opnamen bij Western Recorders met Tommy Tedesco, Mike Deasy en Al Casey (gitaar), Charles Berghofer en Larry Knechtel (bas), Don Randi (piano) en Hal Blaine. De beroemde tophit Indian Reservation (The Lament of the Cherokee Reservation Indian) (december 1970) van Paul Revere & the Raiders ontstond onder medewerking van Arthur Butler, Carol Kaye, David Cohen en Gary Coleman. Carol Kaye speelde basgitaar op Theme From Shaft (september 1971) van Isaac Hayes met het markante wah-wah-gitaarintro van Charles Skip Pitts. De wah-wah-gitaarsolo bij The Guitar Man (album, oktober 1972) van Bread is afkomstig van Larry Knechtel. The Way We Were (september 1973) van Barbra Streisand ontstond in 33 takes en was haar eerste nummer 1-hit. Cher maakte gebruik van de diensten van Hal Blaine bij haar single Half Breed (mei 1973). Love Will Keep Us Together (januari 1975) van Captain & Tennille was een van de laatste grote hits met muzikale ondersteuning van The Wrecking Crew.